# Inchoate offence (England und Wales)
Als inchoate offence (engl. ‚unvollendete Straftat‘) bezeichnet man im Strafrecht von England und Wales Straftaten, die nicht zur Vollendung gelangt sind. Die wichtigsten Fälle sind attempt (~ Versuch), incitement (~ Verleiten zu einer Tat) und conspiracy (~ Verschwörung). Im Falle des attempt hat der Täter bereits Schritte unternommen, um eine vollständige Straftat zu begehen, im Falle des incitement hat er andere dazu verleitet, eine Straftat zu begehen, im Falle der conspiracy hat er sich mit anderen abgesprochen, eine Straftat zu begehen. Allen Fällen ist gemeinsam, dass der Täter „not himself performed the actus reus but is sufficiently close to doing so, or persuading others to do so, for the law to find it appropriate to punish him“.